# INOKI BOM-BA-YE
INOKI BOM-BA-YE（イノキ・ボン-バ-イエ）は、日本のプロレスと格闘技の興行。テレビ中継などでは猪木祭（いのきまつり）と称される。

## 歴史
アントニオ猪木がプロデュースし、2000年から2003年にかけて毎年12月31日に開催され、地上波の他、パーフェクト・チョイスのPPVで放送された。6年間の休止期間を置いて、2010年12月3日に7年ぶりに開催された。
2000年と2010年はプロレスのイベント。2001年から2003年は一部プロレスを含む格闘技のイベントである。
2000年は猪木と総合格闘技イベントのPRIDEを運営するドリームステージエンターテインメントが協力して開催し、スカイパーフェクTV!で生放送、主催者の毎日放送（MBSテレビ）他で録画放送された。2001年・2002年は、運営にK-1が加わり、テレビ放送は大晦日当日にTBS系列で地上波放送され、高視聴率を獲得した。
しかし2003年になると、「大晦日の格闘技イベント」は各社・各局で競争が激化し、猪木系の「INOKI BOM-BA-YE」、K-1系の「Dynamite!!」、PRIDE系の「PRIDE男祭り」と、運営3イベントが分裂。テレビ中継もTBS、フジテレビ、日本テレビと民放3局がそれぞれに付き、視聴率競争となった。INOKI BOM-BA-YEは日本テレビで放送されたが、視聴率争いに完敗した結果、日本テレビから契約解除となり、2003年でいったん幕を下ろした。
2010年になって、猪木プロレスデビュー50周年を記念して、猪木が会長を務めるイノキ・ゲノム・フェデレーション（IGF）が、本タイトルの興行を行うことを発表した。しかし開催日は恒例となっていた大晦日ではなく12月3日となっている。また、同年の大晦日に行われるFEG主催「Dynamite!! 〜勇気のチカラ2010〜」では、大晦日10周年を記念して猪木がエグゼクティブ・プロデューサーに就任した。
2012年はINOKI BOM-BA-YEとしては9年ぶりに、大晦日に開催された。
2015年大会を最後に興行は途絶えていたが、猪木が死去した2022年に巌流島との合同興行として12月28日に両国国技館で7年ぶりに開催されることが発表された。

## 大会一覧
| 大会名                                   | 開催年月日     | 会場                     | 開催地             | 主催放送局     | 入場者数 |
| ---------------------------------------- | -------------- | ------------------------ | ------------------ | -------------- | -------- |
| Millennium Fighting Arts INOKI BOM-BA-YE | 2000年12月31日 | 大阪ドーム               | 大阪府大阪市西区   | 毎日放送       | 42,753人 |
| INOKI BOM-BA-YE 2001                     | 2001年12月31日 | さいたまスーパーアリーナ | 埼玉県さいたま市   | TBS            | 35,492人 |
| INOKI BOM-BA-YE 2002                     | 2002年12月31日 | さいたまスーパーアリーナ | 埼玉県さいたま市   | TBS            | 35,674人 |
| INOKI BOM-BA-YE 2003 馬鹿になれ夢を持て  | 2003年12月31日 | 神戸ウイングスタジアム   | 兵庫県神戸市兵庫区 | 日本テレビ     | 43,111人 |
| INOKI BOM-BA-YE 2010                     | 2010年12月3日  | 両国国技館               | 東京都墨田区       | なし           | 8,625人  |
| INOKI BOM-BA-YE 2011                     | 2011年12月2日  | 両国国技館               | 東京都墨田区       | ニコニコ生放送 | 8,655人  |
| INOKI BOM-BA-YE 2012                     | 2012年12月31日 | 両国国技館               | 東京都墨田区       | BSフジ         | 8,778人  |
| INOKI BOM-BA-YE 2013                     | 2013年12月31日 | 両国国技館               | 東京都墨田区       | ニコニコ生放送 | 9,123人  |
| INOKI BOM-BA-YE 2014                     | 2014年12月31日 | 両国国技館               | 東京都墨田区       | ニコニコ生放送 | 8,550人  |
| INOKI BOM-BA-YE 2015                     | 2015年12月31日 | 両国国技館               | 東京都墨田区       | BSフジ         | 6,239人  |
| INOKI BOM-BA-YE × 巌流島 in 両国         | 2022年12月28日 | 両国国技館               | 東京都墨田区       |                |          |

### 休止期間中の動き
2004年から2009年までINOKI BOM-BA-YEは開催されていなかった。
2004年には北緯38度線上にて開催する構想があったが実現には至らなかった。

## 備考
- 猪木が現役プロレスラーだった1995年と'96年に所属していた新日本プロレスとは別枠で「INOKI FESTIVAL」と呼ばれるイベントをプロデュースして12月に開催していた。'95年は大阪城ホール、'96年は代々木第二体育館が会場だった。